# کمیتک
کمیتک، روستایی از توابع بخش مرکزی شهرستان چادگان در استان اصفهان ایران است.

## مردم
زبان مردم روستای کمیتک بختیاری می‌باشد.

## جمعیت
این روستا در دهستان کاوه آهنگر قرار دارد و براساس سرشماری مرکز آمار ایران در سال ۱۳۸۵، جمعیت آن ۷۱۶ نفر (۱۸۶خانوار) بوده است.